# Mesohippus
Mesohippus (greacă: μεσο/meso care înseamnă „mijloc” și ιππος/hippos care înseamnă „cal”) este un gen dispărut de cai timpurii. A trăit acum 37 până la 32 de milioane de ani în Oligocenul timpuriu. La fel ca mulți cai fosili, Mesohippus era comun în America de Nord. Înălțimea umărului său este estimată la aproximativ 60 cm.
Mesohippus avea picioare mai lungi decât predecesorul său Eohippus și avea aproximativ 60 cm (6 mâini) înălțime. Acest ecvid este primul cal tridactil complet din înregistrarea evolutivă.
Mesohippus nu a dezvoltat o copită în acest moment, mai degrabă avea încă pernuțe așa cum se vede în Hyracotherium și Orohippus. Fața lui Mesohippus era mai lungă și mai mare decât ecvideele anterioare. Avea o ușoară fosă facială, sau depresiune, în craniu. Ochii erau mai rotunzi, mai larg depărtați și mai în spate decât în Hyracotherium.
Spre deosebire de caii anteriori, dinții săi aveau o coroană joasă și conțineau un singur spațiu în spatele dinților din față, unde mușchiul se află acum în calul modern. În plus, avea un alt dinte de măcinat, făcând un total de șase. Mesohippus era un ecvid care se hrănea cu crenguțe fragede și fructe. Emisfera cerebrală, sau cavitatea craniană, era considerabil mai mare decât cea a predecesorilor săi; creierul său era asemănător cu cel al modernului cal.